# Ceremonia de apertura de los Juegos Paralímpicos de París 2024
La ceremonia de apertura de los Juegos Paralímpicos de París 2024 tuvo lugar la noche del 28 de agosto de 2024 en la Plaza de la Concordia en París. Fue la primera vez que una ceremonia de apertura de los Juegos Paralímpicos se celebró fuera de un estadio. Al igual que la ceremonia de apertura de los Juegos Olímpicos de París 2024, este evento fue dirigido por Alexander Ekman. La ceremonia tuvo como tema el cuerpo humano y la «historia y sus paradojas», y contó con más de 500 bailarines y artistas. A diferencia de la ceremonia de apertura olímpica, que tuvo lugar mayoritariamente bajo la lluvia, el clima estuvo claro y soleado con vistas al atardecer durante la ceremonia.
El Desfile de las Naciones tuvo lugar en los Campos Elíseos, comenzando en la Rond-point des Champs-Élysées y terminando en la Plaza de la Concordia. La última etapa culminó con la reunión de varios portadores de la antorcha, que luego encendieron el pebetero paralímpico, un anillo de 40 led computarizados y 200 dispensadores de aerosol de agua a alta presión que estaba coronado por una esfera de helio de 30 metros de altura que se asemejaba a un globo aerostático, elevándose en el aire, recordando los experimentos de los hermanos Montgolfier que llevaron al primer vuelo en globo aerostático en 1783. Entre los artistas e intérpretes se encontraban el cantante francés Christine and the Queens.

## Preparativos
El recinto ya estaba equipado con gradas temporales instaladas unas semanas antes para las pruebas olímpicas de skate, break dance, BMX freestyle y baloncesto 3X3. Se habilitaron asientos para 35 000 espectadores acreditados y de pago. Otros 30 000 espectadores pudieron ver gratuitamente el desfile hasta la Plaza de la Concordia desde los Campos Elíseos.
A diferencia de la ceremonia de apertura olímpica, que tuvo lugar con clima frío y mayormente bajo la lluvia, el cielo estaba despejado y se pudo ver una colorida puesta de sol durante la ceremonia. Era cálido (30 °C) y algo húmedo. El escenario constaba de dos pasarelas que flanqueaban el Obelisco de Luxor. Al final de cada una había enormes pantallas de vídeo cilíndricas. En la ceremonia participaron 500 artistas. Estuvieron presentes 1100 medios de comunicación acreditados y el evento fue visto por una audiencia televisiva estimada en 300 millones de personas. La seguridad estuvo garantizada por 15 000 efectivos. La ceremonia tuvo como tema el cuerpo humano y la «historia y sus paradojas», y se tituló «Paradoja: de la discordia a la concordia». Cada secuencia artística se construyó en torno al tema de trabajar juntos para crear una sociedad mejor y más inclusiva.

## Organizadores
- Director artístico: Alexander Ekman [8]
- Dirección musical: Victor Le Masne [10]
- Coreógrafos:
  - Maud Le Pladec [10]
  - Alexander Ekman [11]
- Escenografía: Bruno Delavenère [8]
- Diseñador de vestuario: Louis Gabriel [8]
- Creación de iluminación: Thomas Dechandon [8]

## Actos

### «Bienvenidos a París»
La ceremonia se inauguró con un vídeo protagonizado por Théo Curin, nadador paralímpico francés y miembro de la Comisión de Atletas del Comité Organizador de los Juegos Olímpicos y Paralímpicos de París 2024. Curin fue el presentador de un programa llamado «Théo Le Taxi» en France Télévisions, la emisora oficial de los Juegos Paralímpicos de 2024. Para la ceremonia de apertura, llegó en un taxi proporcionado por Toyota, uno de los patrocinadores de los juegos, y decorado con cientos de juguetes de Los Phryges, la omnipresente mascota de los Juegos.

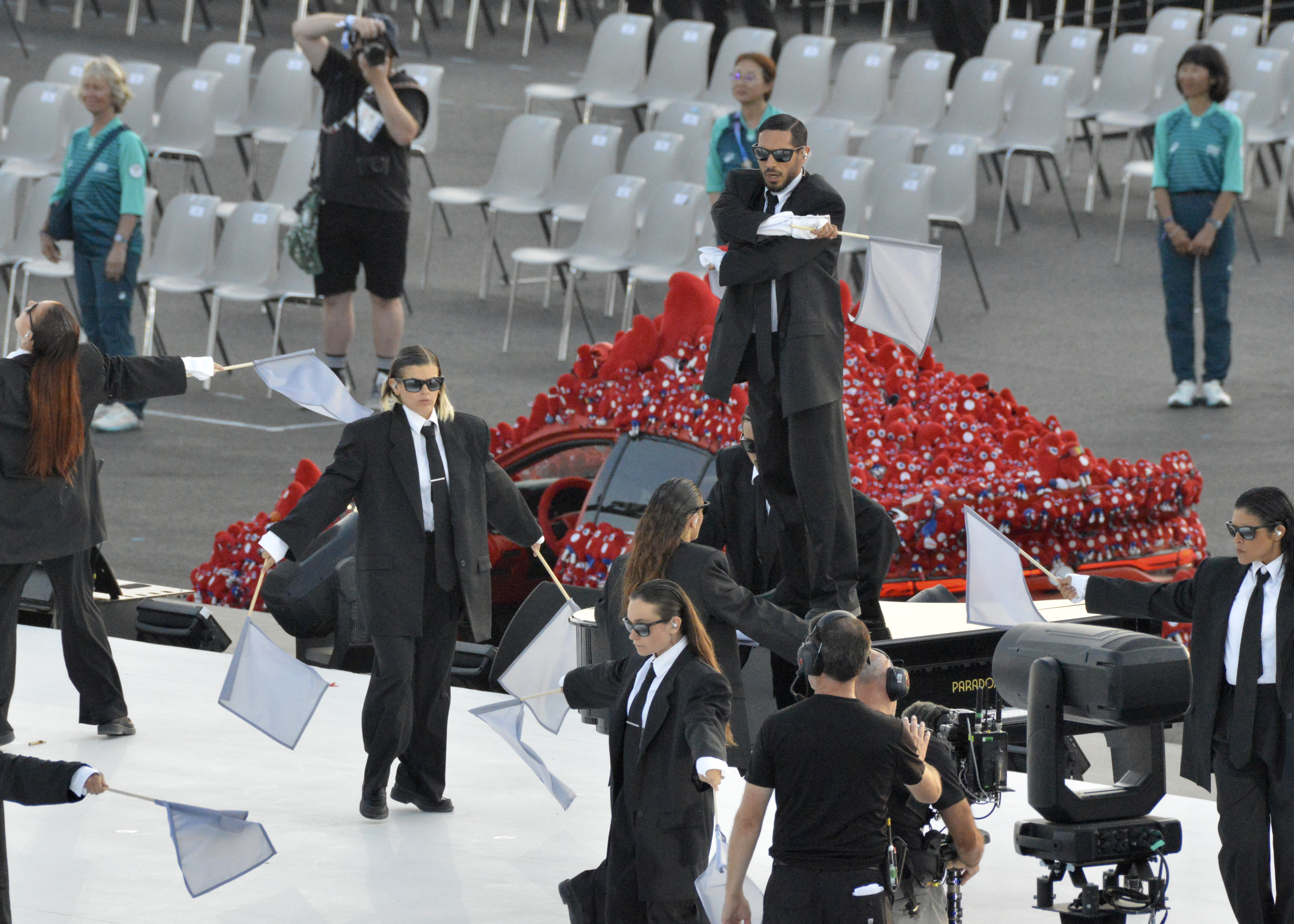
Bailarines de Strict Society actúan ante un taxi Toyota decorado con juguetes de Los Phryges.
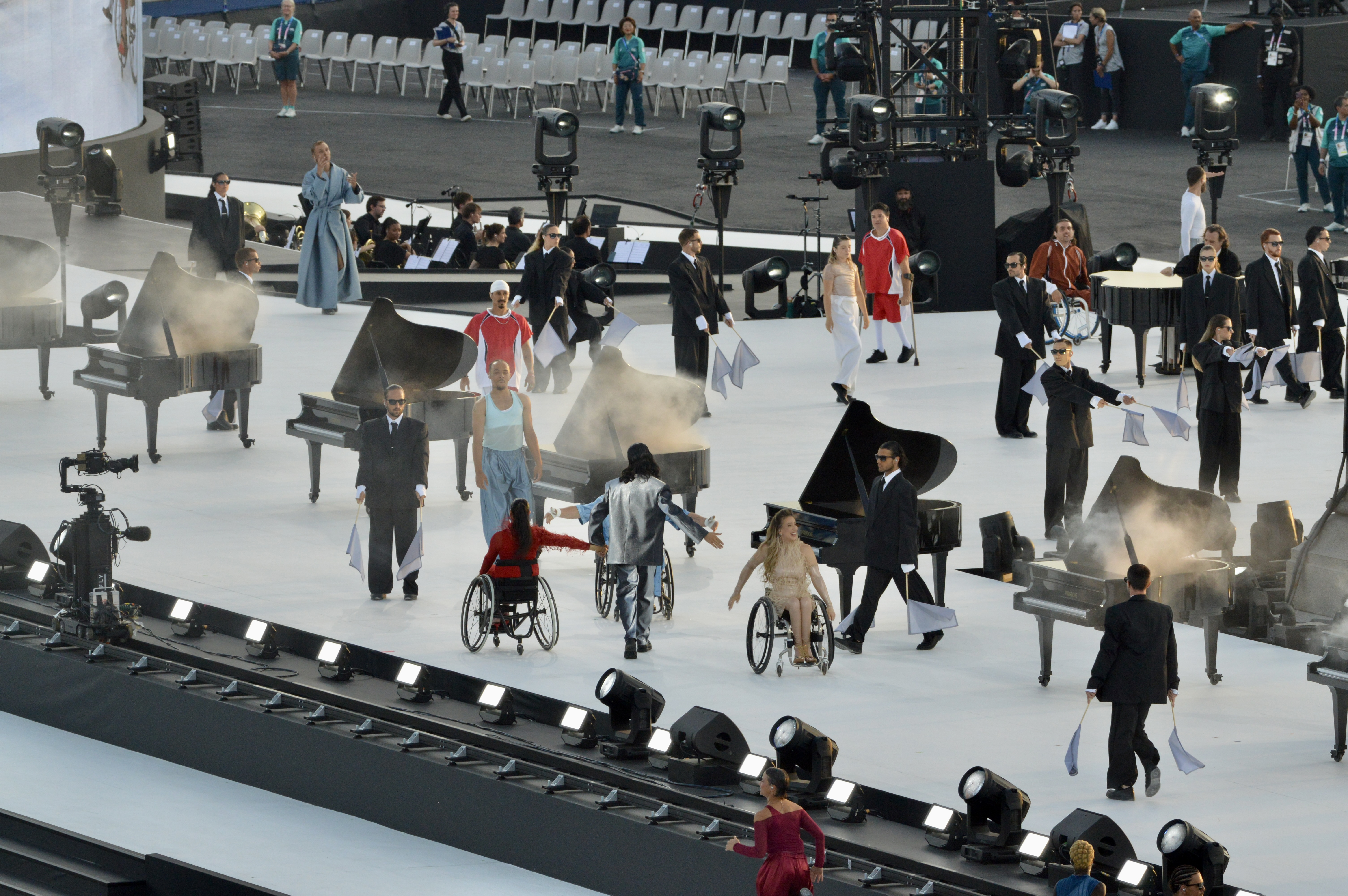
Bailarines de Strict Society y Creative Gang con Chelsie Hill (en silla de ruedas).
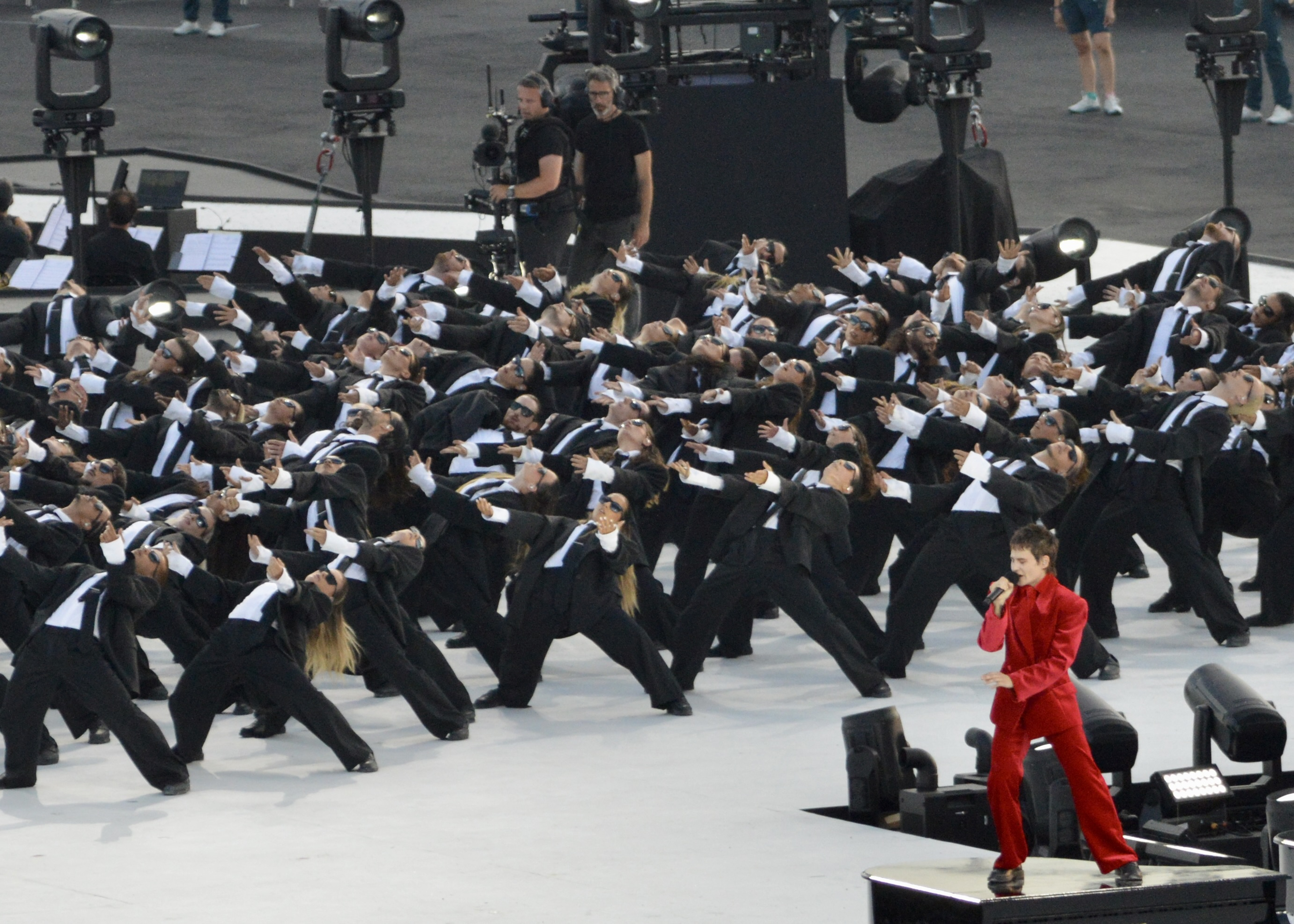
Bailarines de Strict Society.

Chilly Gonzales tocó una secuencia de apertura en el piano. A él se unieron 140 bailarines vestidos con trajes que representan a la Strict Society («Sociedad Estricta») y otros 16 artistas de la Creative Gang («Pandilla Creativa») con discapacidades y vestidos con colores coloridos, entre ellos Chelsie Hill, fundadora del equipo de baile en silla de ruedas Rollettes, y el campeón israelí de baile paralímpico Tomer Margalit y su compañero de baile Orel Chalaf. Los dos grupos, inicialmente separados, se unieron. La cantante francesa Christine and the Queens interpretó Non, je ne regrette rien de Édith Piaf.

### Desfile de atletas
Phryges olímpicos y paralímpicos bailaron y actuaron en el escenario mientras las 168 delegaciones de atletas ingresaban a la Plaza de la Concordia en orden alfabético francés, a excepción de Australia, Estados Unidos y Francia, que cerraron el desfile en ese orden como naciones anfitrionas de los Juegos Paralímpicos de Verano de 2032, 2028 y 2024 respectivamente. Cuando entró el contingente francés, se interpretaron «Les Champs-Élysées» de Joe Dassin y el tema de Yann Tiersen de la película Amélie, y la multitud coreó «Allez Les Bleus». Los bailarines de Strict Society regresaron al escenario mientras que el cantante francés manco Lucky Love cantó «My Ability».

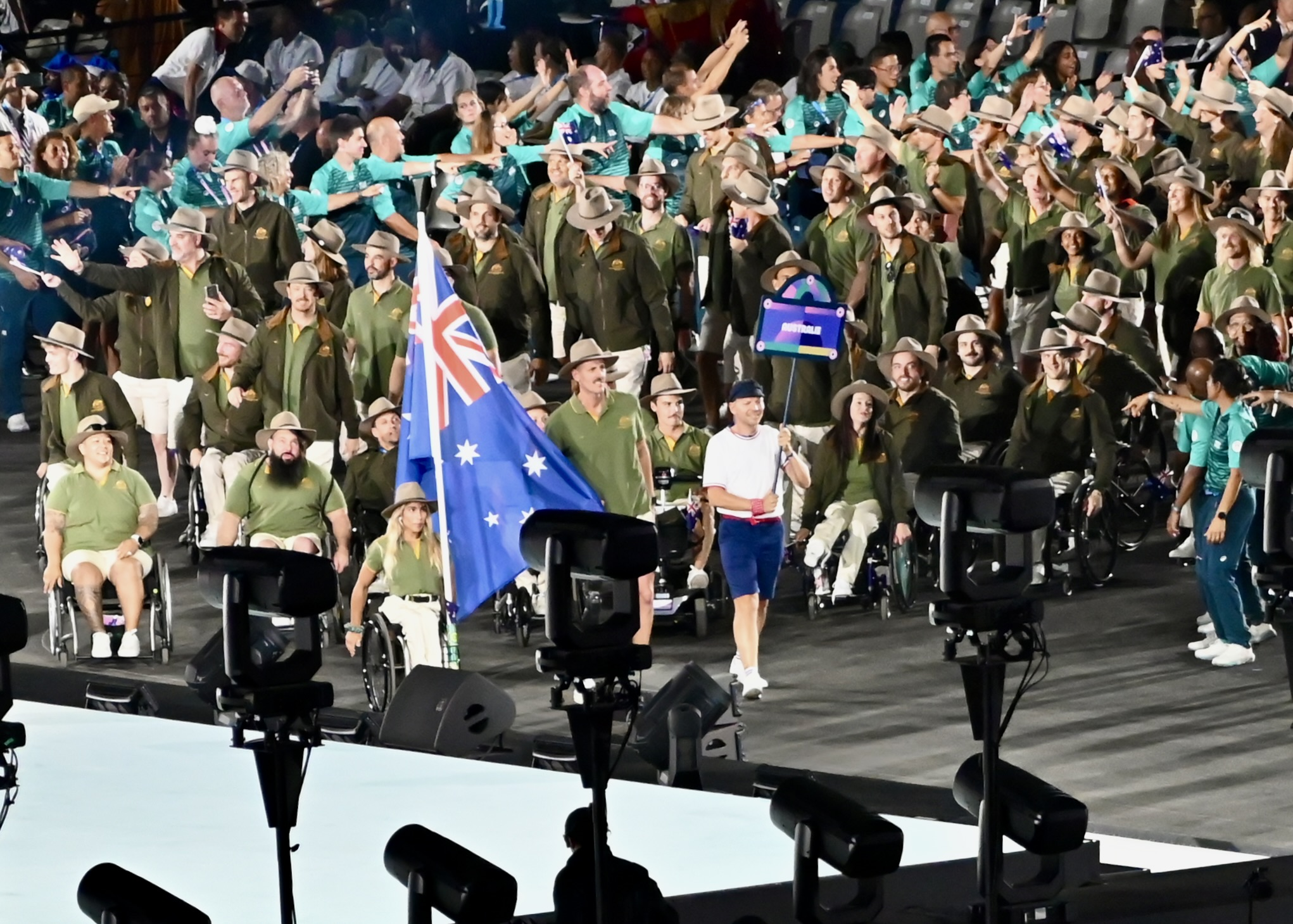
El contingente australiano entra con la bandera llevada por Madison de Rozario y Brenden Hall.
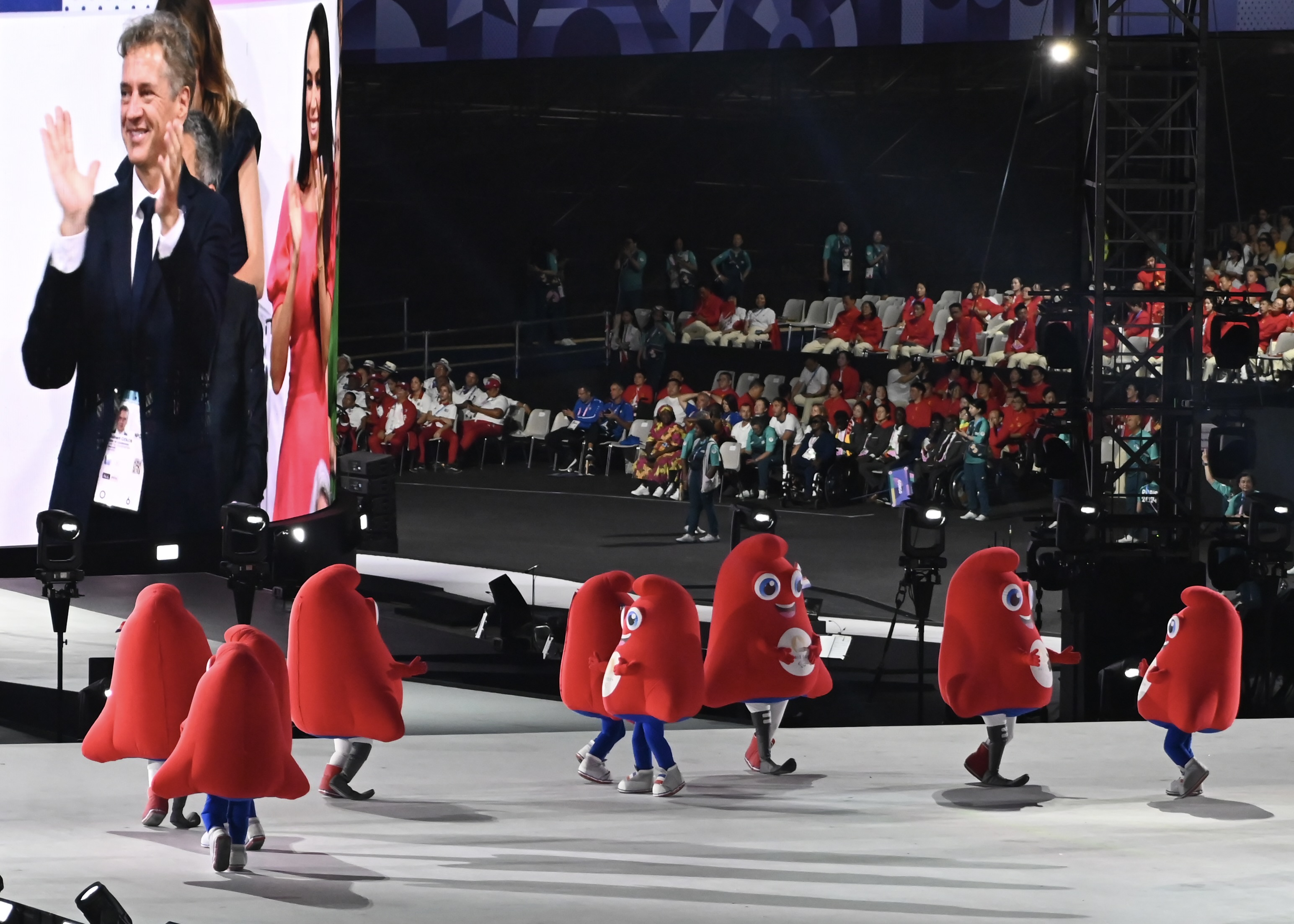
Mascotas de Los Phryges bailando
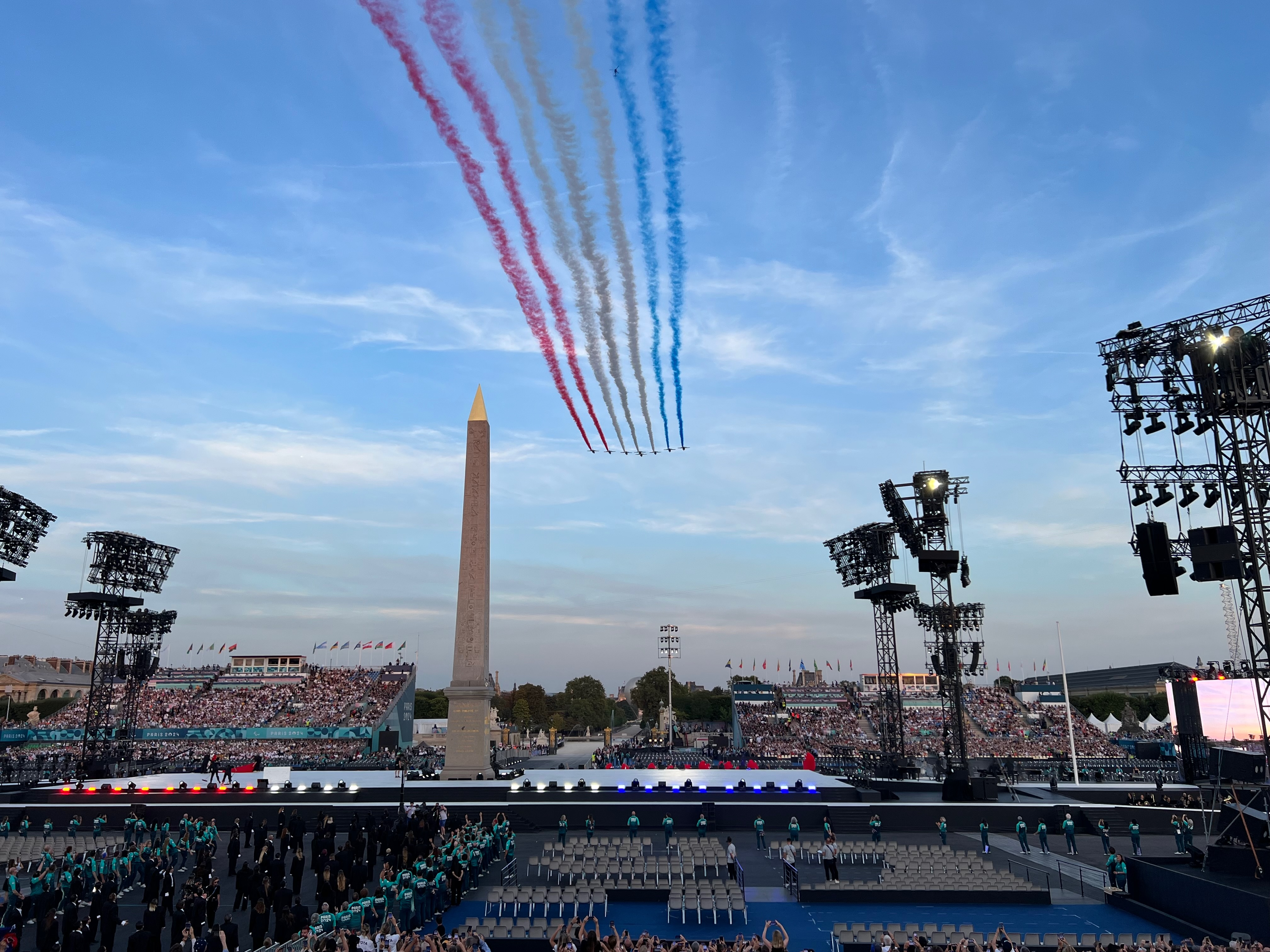
Vuelo de paso.

Se mostró un vídeo que describe los orígenes del movimiento Paralímpico bajo la dirección de Sir Ludwig Guttmann en el hospital de lesiones de la columna vertebral en Stoke Mandeville, Reino Unido. El personal de las Fuerzas Armadas francesas izó la bandera francesa mientras se entonaba el himno nacional francés, La marsellesa, fue cantada por el director musical Victor Le Masne. Tony Estanguet, presidente de los Juegos de París 2024, y Andrew Parsons, presidente del Comité Paralímpico Internacional, pronunciaron breves discursos. Emmanuel Macron, presidente de Francia, declaró oficialmente inaugurados los Juegos Paralímpicos de París 2024.
Se mostró un video en el que la personalidad canadiense ciega de YouTube Molly Burke, el cuadripléjico Martin Petit y la amputada Lucie Retail hablaron con franqueza sobre sus respectivas discapacidades, la forma en que afectan sus vidas y la forma en que son percibidos y tratados por los demás. A esto le siguió otro número de baile con Strict Society y Creative Gang, con la bailarina de hip-hop manca Angelina Bruno, el bailarín en silla de ruedas Piotr Iwanicki y Musa Motha, finalista de Britain's Got Talent en 2023 y America's Got Talent: Fantasy League.

La bandera paralímpica fue traída al escenario por el velocista y astronauta paralímpico británico John McFall y el regatista francés Damien Seguin, mientras que el músico con discapacidad visual Luan Pommier tocó el himno paralímpico en el piano. Los atletas franceses Sandrine Martinet y Arnaud Assoumani prestaron el juramento paralímpico, junto con un entrenador y un oficial.

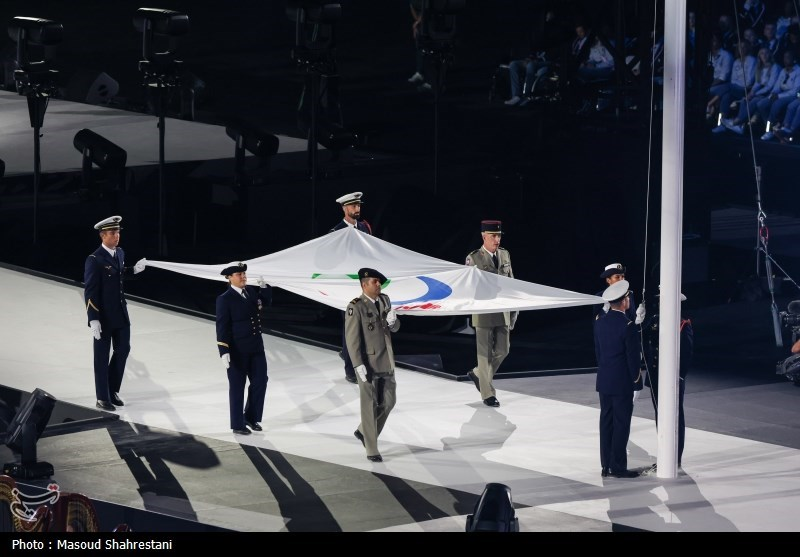
Se trae la bandera paralímpica.
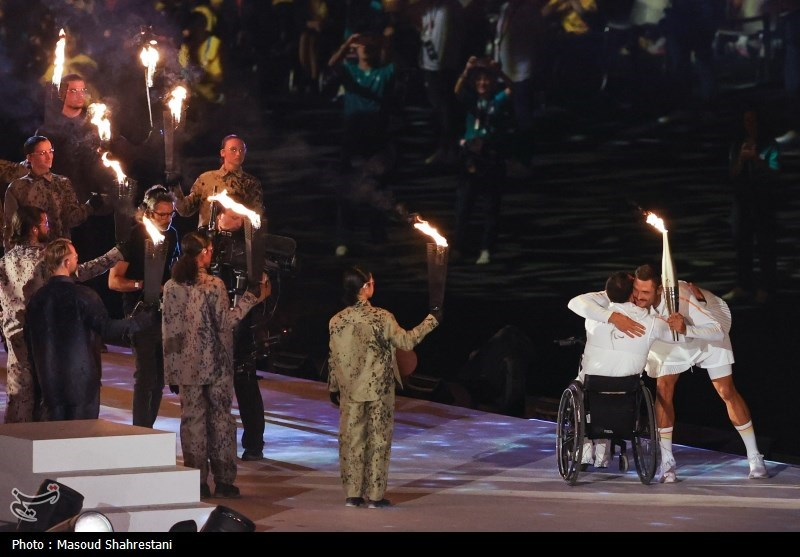
La antorcha es llevada.
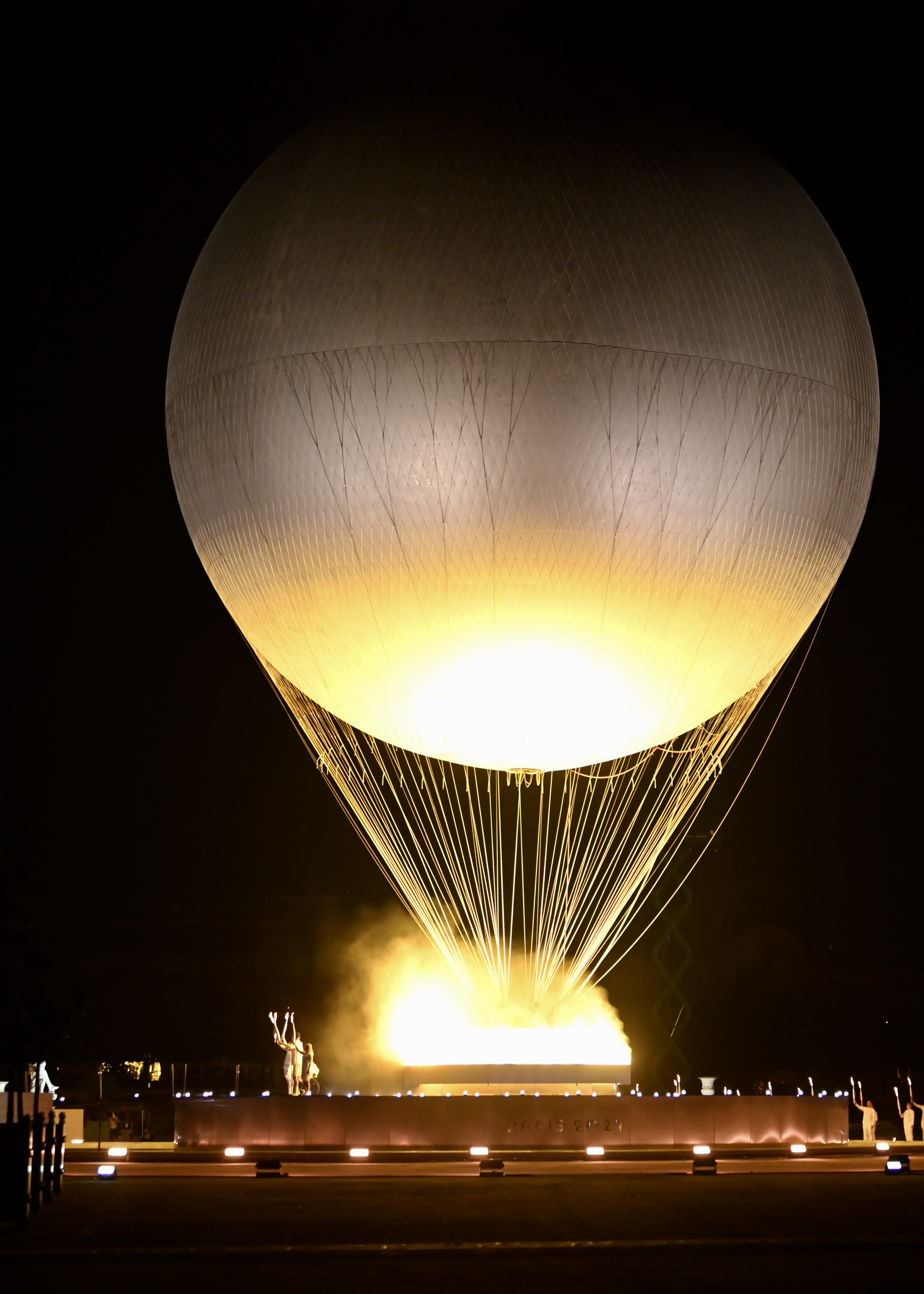
El globo que lleva la llama se eleva.

Durante el relevo de la antorcha de los Juegos Paralímpicos de París 2024, la llama paralímpica se encendió en Stoke Mandeville el 24 de agosto y fue transportada a través del Eurotúnel por 24 portadores de la antorcha británicos y 24 franceses. La llama se dividió en doce llamas, que fueron llevadas a través de Francia por 1000 portadores de antorchas. Cuando la llama entró en la arena, fue recibida por 150 bailarines y artistas que llevaban antorchas. Para simbolizar la conexión entre los Juegos Olímpicos y Paralímpicos, la llama fue llevada a la Plaza de la Concordia por Florent Manaudou, el abanderado del equipo olímpico francés, y entregada al atleta paralímpico Michaël Jérémiasz, el jefe de misión paralímpico francés.

La llama fue llevada sucesivamente por tres campeones paralímpicos internacionales: la esgrimista italiana en silla de ruedas Bebe Vio, la esquiadora, biatleta, ciclista y remera estadounidense Oksana Masters y el saltador de longitud alemán Markus Rehm. La antorcha fue llevada luego al Jardín de las Tullerías por tres campeones franceses: Assia El Hannouni, Christian Lachaud y Béatrice Hess. Los atletas franceses Charles-Antoine Kouakou, Nantenin Keïta, Fabien Lamirault, Alexis Hanquinquant y Élodie Lorandi encendieron el pebetero. El pebetero tenía la forma de un anillo de fuego de siete metros de diámetro con cuarenta led computerizados y doscientos dispensadores de agua en aerosol a alta presión, y estaba coronado por una esfera de helio de treinta metros de altura que se asemejaba a un globo aerostático de veintidós metros de diámetro y que se elevaba en el aire, recordando el primer vuelo en globo de hidrógeno de Jacques Charles y los hermanos Robert en París en 1783.

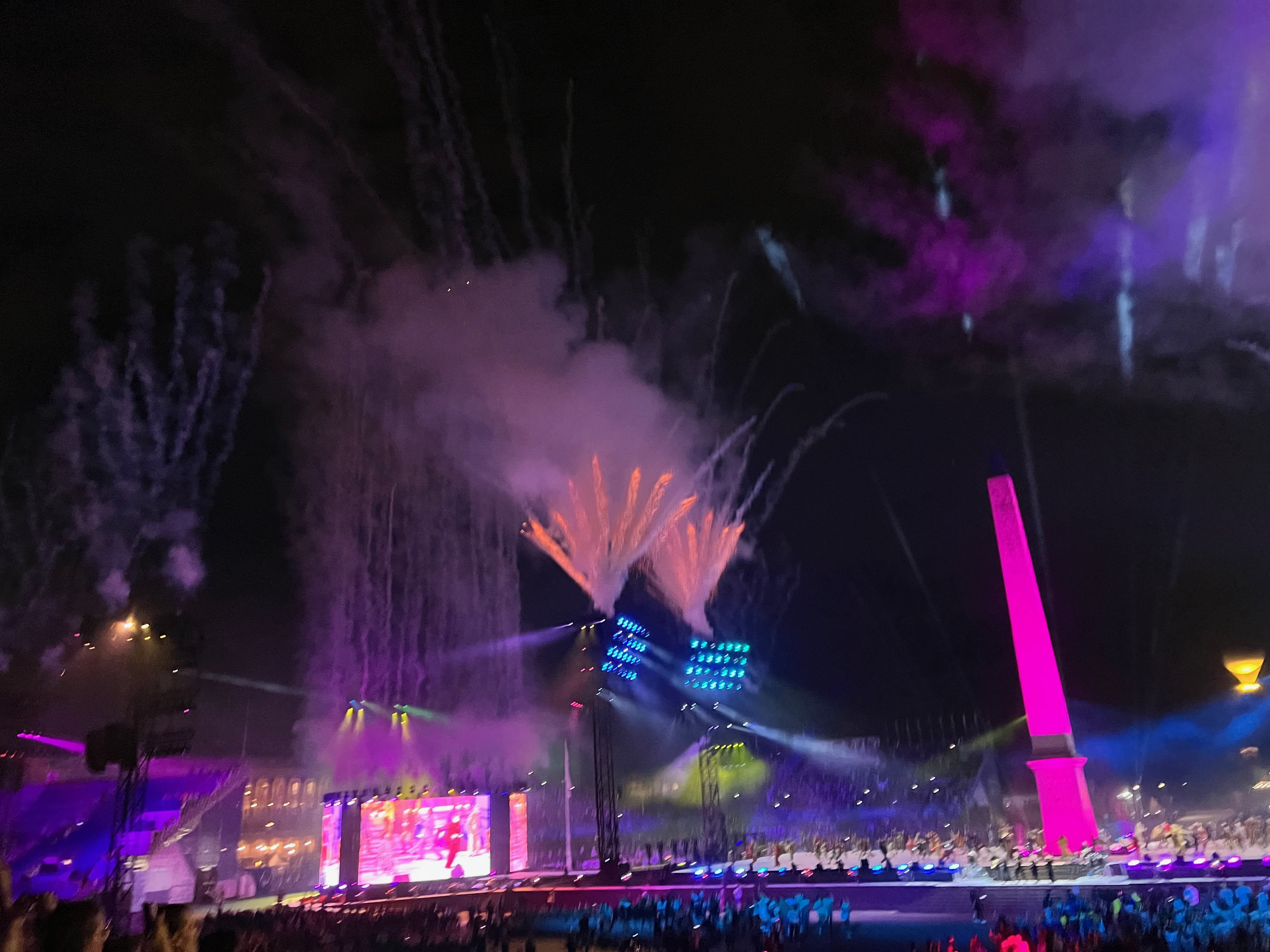
Pantalla de luz láser.
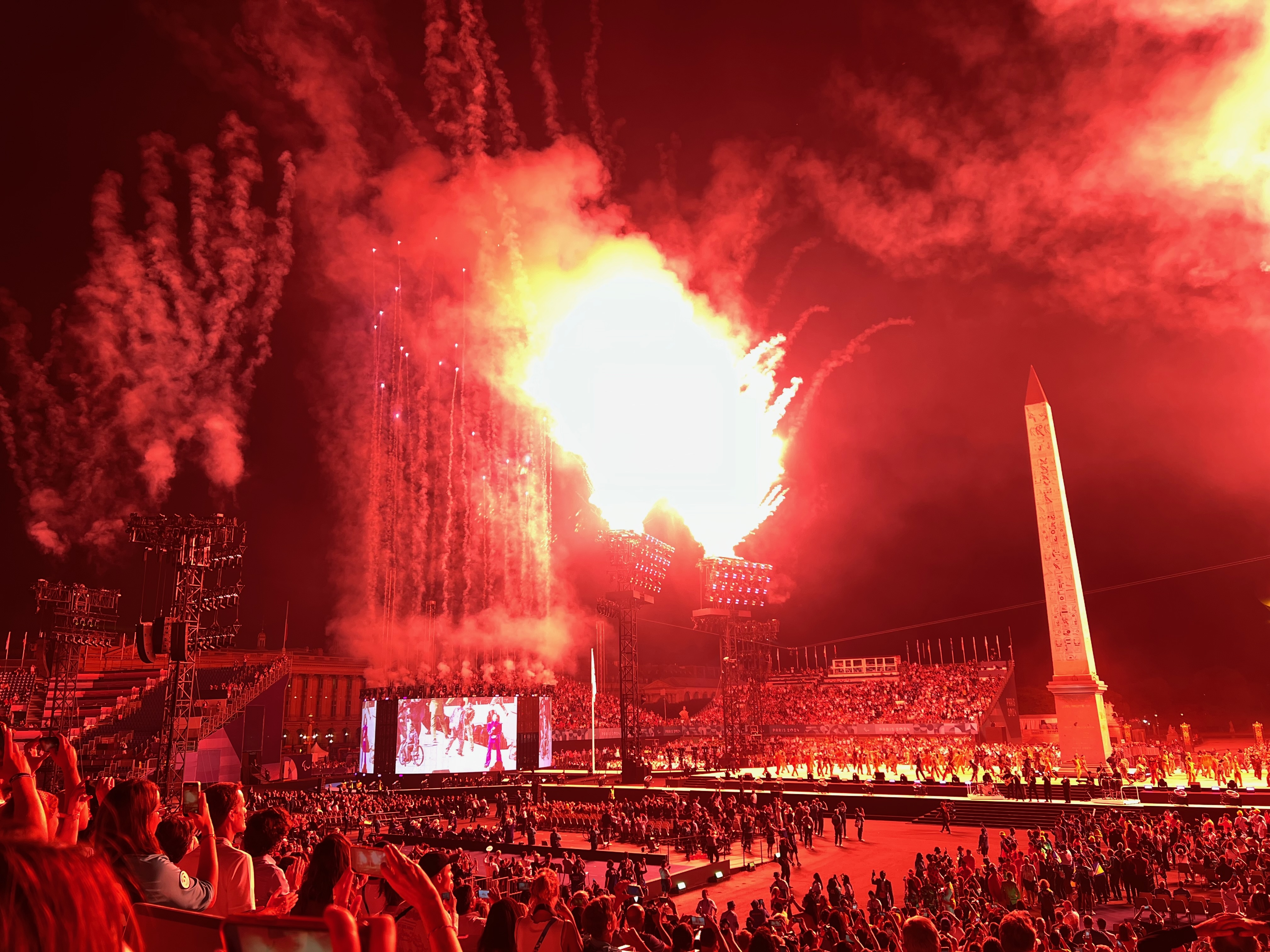
Fuegos artificiales.
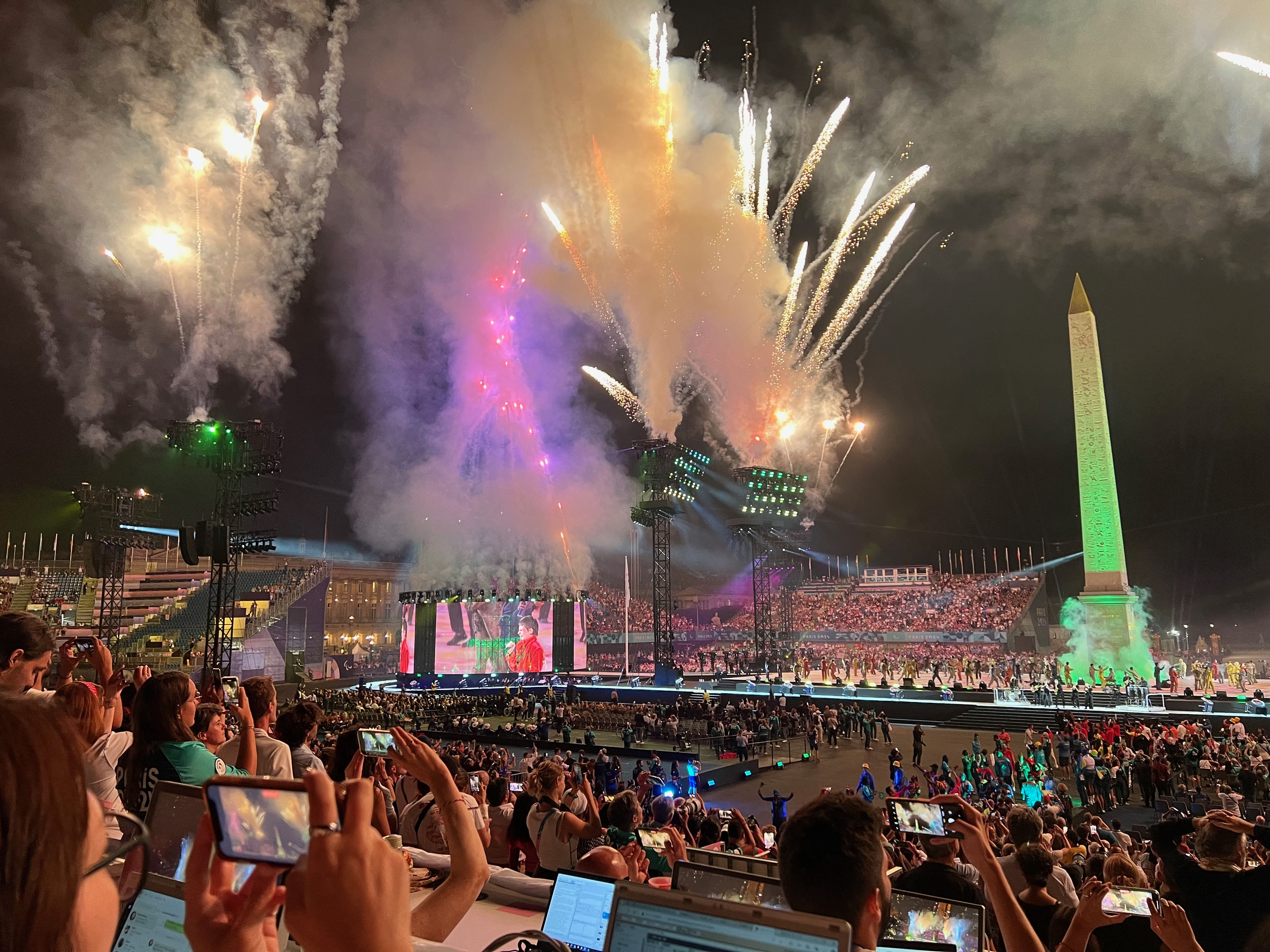
Fuegos artificiales.

La ceremonia concluyó con un espectáculo de luces láser y fuegos artificiales. Los bailarines actuaron en el escenario, que se inundó de color en homenaje a la artista británica Sue Austin, que usaba una silla de ruedas para pintar, mientras Christine and the Queens cantaba «Born to Be Alive» de Patrick Hernandez.

## Dignatarios

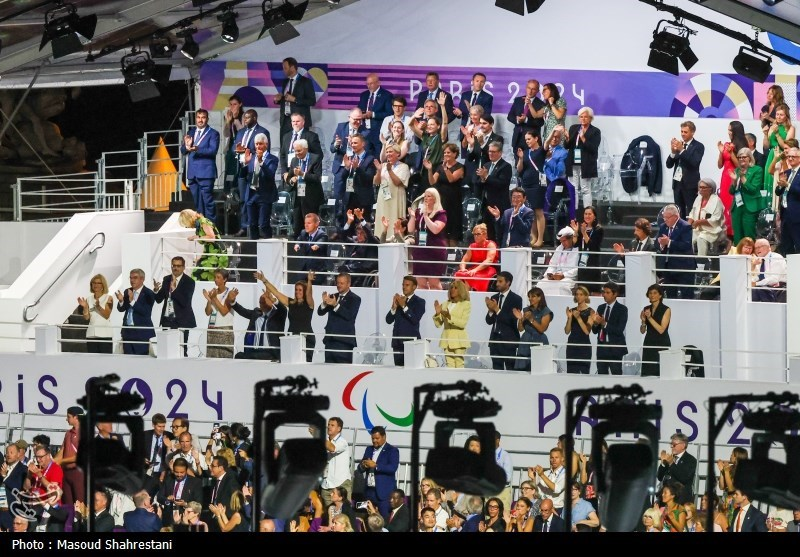
Dignatarios incluidos Andrew Parsons, Emmanuel Macron, Brigitte Macron, Tony Estanguet y Anne Hidalgo.

Entre los dignatarios que asistieron a la ceremonia se encontraban los siguientes:
| Nación          | Nombre | Título |
| --------------- | --- | --- |
| Alemania        | Frank-Walter Steinmeier Elke Büdenbender                                                                                         | Presidente |
| Australia       | Sam Mostyn | Gobernador General |
| Bélgica         | Astrid de Bélgica Lorenzo | Príncipe y princesa |
| Canadá          | Mary Simon | Gobernador General |
| Eslovenia       | Robert Golob | Primer ministro |
| Estados Unidos  | Tammy Duckworth | Vicepresidenta del Comité Nacional Demócrata |
| Francia         | - Emmanuel Macron - Brigitte Macron - Gabriel Attal - Amélie Oudéa-Castéra - Anne Hidalgo - Tony Estanguet - Marie-Amélie Le Fur | - Presidente - Esposa del presidente - Primer Ministro - Ministro de Deporte y de los Juegos Olímpicos y Paralímpicos - Alcaldesa de París - Presidente del Comité Organizador Olímpico de París 2024 - Presidente del Comité Paralímpico y Deportivo de Francia |
| Islandia        | Halla Tómasdóttir | Presidente |
| Italia          | Sergio Mattarella | Presidente |
| Lituania        | Gitanas Nausėda | Presidente |
| Luxemburgo      | Enrique María Teresa | Gran duque |
| Mónaco          | Alberto II de Mónaco | Príncipe |
| Reino Unido     | Keir Starmer | Primer ministro |
| República Checa | Petr Pavel | Presidente |